# Estación de Esperanza
Esperanza es una estación de la línea 4 del Metro de Madrid situada bajo la calle Andorra, en el barrio de Canillas, dentro del madrileño distrito de Hortaleza.

## Historia
La estación fue inaugurada el 4 de enero de 1979 y puesta en servicio el día siguiente, como parte de la prolongación de la línea 4 entre la estación de Alfonso XIII y esta estación. La estación fue cabecera de la línea 4 hasta el 27 de abril de 1998, cuando se prolongó la línea hasta la estación de Mar de Cristal.
La estación permaneció cerrada desde el 13 de enero y el 10 de marzo de 2020 por obras en la línea. Existió un Servicio Especial gratuito de autobús que sustituía el tramo Avenida de América - Pinar de Chamartín con parada en las inmediaciones de la estación y fue remodelada en el primer trimestre de 2020 para cambiar paredes de mármol verde oscuro con vetas por vítrex amarillo. Los azulejos de pasillos y mármol del vestíbulo ya fueron remodelados anteriormente, en la década de los 2000.

## Accesos
Vestíbulo Esperanza
- Andorra C/ Andorra, 51

## Líneas y conexiones

### Metro
| << cabecera | < estación   | línea | estación > | cabecera >>        |
| ----------- | ------------ | ----- | ---------- | ------------------ |
| Argüelles   | Arturo Soria |       | Canillas   | Pinar de Chamartín |

### Autobús
| Diurnos |                    |                     |
| Línea   | Destino            | Parada              |
| 120     | Hortaleza          | 391 PLAZA DEL LICEO |
| 122     | Feria de Madrid    | 391 PLAZA DEL LICEO |
| 120     | Plaza de Lima      | 392 PLAZA DEL LICEO |
| 122     | Avenida de América | 392 PLAZA DEL LICEO |